# Michael Batiste
Michael James „Mike“ Batiste (* 21. November 1977 in Inglewood, Kalifornien) ist ein ehemaliger US-amerikanischer Basketballspieler. Der vor allem für seine Zeit bei Panathinaikos Athen bekannte Batiste schlug nach dem Ende seiner Spielerzeit eine Trainerlaufbahn ein.

## Karriere

### Spieler
Batiste begann mit dem Basketballspielen an der Wilson High School in seiner Heimatstadt. 1995 wechselte er an das College von Long Beach, bevor er schließlich ein Jahr später zur Arizona State University wechselte, an der er bis 1999 studierte und spielte. 1999 wurde er bei den CBA-Drafts von den Grand Rapid Hoops an 33. Stelle ausgewählt. Bei den ABA-Drafts im folgenden Jahr ließen ihn die Anaheim Roadrunners an 79. Stelle aufrufen.
Da Batistes Traum von einem Vertrag bei einem NBA-Verein allerdings in weite Ferne rückte, wechselte er 2000 erstmals nach Europa. In Belgien unterzeichnete Batiste bei Spirou BC Charleroi einen Einjahresvertrag und schaffte es mit seiner Mannschaft bis ins belgische Pokalfinale. Seine in den Farben der belgischen Mannschaft gezeigten Leistungen gelang Batiste der Sprung in die italienische Meisterschaft.
2001 wechselte Batiste zu Pallacanestro Biella. Er erzielte in der italienischen Serie A während der Saison 2001/02 in 36 Einsätze im Schnitt 12,4 Punkte.
Die Memphis Grizzlies ermöglichten ihm 2002 den Sprung in die NBA. Batiste wurde im Laufe der Saison 2002/03 in 75 Spielen der nordamerikanischen Liga eingesetzt und brachte es auf Mittelwerte von 6,4 Punkten und 3,4 Rebounds je Begegnung. Seine Bestleistung erzielte er dabei mit 18 in einem Spiel gegen die San Antonio Spurs.
Im Sommer 2003 unterbreitete ihm Panathinaikos Athen aus Griechenland ein Vertragsangebot. Batiste nahm an und wurde in Athen Spieler von Trainer Željko Obradović. Mit Panathinaikos gewann Batiste acht griechische Meisterschaften, siebenmal den griechischen Pokalwettbewerb und schaffte es mit seiner Mannschaft, dreimal die EuroLeague zu gewinnen.
Bei Panathinaikos wurde Batist trotz seiner für diese Position eher geringen Körpergröße von 2,04 Metern als Center eingesetzt. Er galt auf seiner Position als einer der seinerzeit besten Akteure die in Europa spielten und zeichnete sich durch Spielverständnis, Schnelligkeit und technische Fertigkeit aus. Batiste wurde bei Panathinaikos der Liebling der Anhängerschaft, der US-Amerikaner bezeichnete Griechenland als seine zweite Heimat.
Am 13. Juli 2012 unterschrieb Batiste für eine Saison bei Fenerbahçe Ülker und kehrte nach einem Jahr zu Panathinaikos zurück. Am 7. August 2013 unterzeichnete er einen Vertrag bei den Athenern. Zum Ende der Spielzeit 2013/14, in der er bei Panathinaikos Ergänzungsspieler gewesen war, beendete er seine Karriere.

### Trainer
2014 trat Batiste in seinem Heimatland bei der Mannschaft Canton Charge in der NBA-G-League eine Stelle als Assistenztrainer an. Diese Tätigkeit übte er zwei Jahre aus, im Sommer 2016 holte ihn die NBA-Mannschaft Brooklyn Nets in seinen Trainerstab, Batiste wurde dort unter Cheftrainer Kenny Atkinson mit Aufgaben in der Weiterentwicklung der Spieler betraut. Im Sommer 2017 wechselte Batiste innerhalb der NBA als Assistenztrainer zu den Charlotte Hornets. Anschließend war er von 2018 bis 2021 ebenfalls als Assistenztrainer bei den Orlando Magic beschäftigt, gefolgt von einem Jahr (2021/22) in derselben Stellung bei den Washington Wizards. Im Februar 2022 wurde Batiste von der NBA für zwei Spiele gesperrt, weil er in den Schlussminuten eines Spiels den Zuschauerraum betreten hatte, um eine Person zur Rede zu stellen, die zuvor Zwischenrufe getätigt hatte. Zu einer körperlichen Auseinandersetzung kam es nicht, Batiste wurde von Spielern der eigenen Mannschaft zurückgehalten. Im Sommer 2022 trat Batiste bei den Houston Rockets eine Stelle als Assistenztrainer an. 2023 wechselte er zu den Toronto Raptors, wurde bei den Kanadiern ebenfalls Assistenztrainer.

## Erfolge
- Griechischer Meister: 2004, 2005, 2006, 2007, 2008, 2009, 2010, 2011, 2014
- Griechischer Pokalsieger: 2005, 2006, 2007, 2008, 2009, 2012, 2014
- Türkischer Pokalsieger: 2013
- EuroLeague-Sieger: 2007, 2009, 2011

## Auszeichnungen
- MVP der griechischen Basketballliga: 2010
- All Euroleague First Team: 2011
- All Euroleague Second Team: 2012
- Teilnahme am griechischen All Star Game: 2005, 2008, 2009, 2010, 2011
- Pac-10 All Conference 1st Team: 1999
- ESAKE: Beste Mannschaft des Jahres: 2007, 2011